# Tapmukjauratj (Gällivare socken, Lappland)
Tapmukjauratj är en sjö i Gällivare kommun i Lappland och ingår i Luleälvens huvudavrinningsområde. Sjön har en area på 0,256 kvadratkilometer och ligger 647,1 meter över havet. Tapmukjauratj ligger i Sjaunja Natura 2000-område.

## Delavrinningsområde
Tapmukjauratj ingår i det delavrinningsområde (747510-163800) som SMHI kallar för Mynnar i Virtajåkkå. Medelhöjden är 655 meter över havet och ytan är 8,03 kvadratkilometer. Det finns inga avrinningsområden uppströms utan avrinningsområdet är högsta punkten. Vattendraget som avvattnar avrinningsområdet har biflödesordning 3, vilket innebär att vattnet flödar genom totalt 3 vattendrag innan det når havet efter 270 kilometer. Avrinningsområdet består mestadels av skog (12 procent) och kalfjäll (84 procent). Avrinningsområdet har 0,26 kvadratkilometer vattenytor vilket ger det en sjöprocent på 3,2 procent.